# Thrypticomyia trifusca
Thrypticomyia trifusca là một loài ruồi trong họ Limoniidae. Chúng phân bố ở miền Australasia.